# 카바 (파라오)
카바(Khaba, 재위:기원전 2643년 ~ 기원전 2637년)는 이집트 제3왕조의 네 번째 파라오이다. 호루스 이름은 '카바'로, "영혼이 나타난다"는 뜻이다.
카바 역시 선왕과 마찬가지로 계단 피라미드를 계획하였으나 완성되지는 못하였다. 선왕들의 피라미드가 사카라에 있는 것과 달리 카바의 무덤은 기자의 남쪽 근처에서 발견되었다.
카바는 6년을 다스렸으며, 역사적인 기록이 거의 남아있지 않다.

## 참고 문헌
- 피터 클레이턴(Peter Clayton) 저, 정영목 역, 《파라오의 역사》, 까치, 2004

| 전임 세켐케트 | 제4대 이집트 제3왕조의 파라오 기원전 2643년 ~ 기원전 2637년 | 후임 후니 |